# Laćarak
Laćarak (srbsky Лаћарак) je vesnice v severní části Srbska, z administrativního hlediska spadající pod opštinu Sremska Mitrovica. Od samotné Sremské Mitrovice se nachází severozápadním směrem a její intravilán je s regionálním centrem propojený. V roce 2011 zde žilo 10 638 obyvatel a roku 2022 celkem 9 278 lidí.
90 % z nich je srbské národnosti.
Název obce pochází nejspíše z maďarštiny a byl v průběhu času poslovanštěn.
Obcí prochází hlavní silnice ze Sremské Mitrovice do města Šid a železniční trať z Bělehradu do Záhřebu. 